# 郑雪碧
郑雪碧（1958年2月—），男，河北藁城人，中华人民共和国政治人物。中国青年政治学院毕业，中共中央党校国际政治专业在职研究生学历。

## 生平
1974年10月参加工作。1978年4月加入中国共产党。历任共青团河北省石家庄地委副书记、书记，市委书记；中共河北省灵寿县委副书记、县长，栾城县委书记，张家口市委常委、市委组织部部长、市委副书记、市长，邯郸市委副书记、代市长、市长等职。2008年起担任全国人大代表。2012年1月调任中共承德市委书记。2015年10月14日，河北省纪委通报，经河北省委批准，承德市市委书记郑雪碧涉嫌严重违纪，目前正在接受组织调查。2016年4月7日，河北省纪委通报，郑雪碧因严重违纪违法，已被河北省纪委双开，并收缴其违纪所得，责令退赔用公款支付的个人费用，同时将其涉嫌受贿犯罪问题移送司法机关立案调查。
2016年9月26日，唐山市中级人民法院认定郑雪碧犯受贿罪，判处有期徒刑15年，并处没收个人财产180万元；犯巨额财产来源不明罪，判处有期徒刑5年，数罪并罚，决定执行有期徒刑17年，并处没收个人财产180万元。郑雪碧受贿所得18,049,535元、美元66万元、欧元1万元、港币10万元、金条4块、丰田汽车一辆，及其不能说明来源的2294万元及非法财产取得的孳息1108万元依法予以没收，上缴国库。
北京青年报社旗下自媒体“政知圈”援引消息人士报导，郑雪碧任张家口市长时，与时任张家口市委书记宋太平（2012年1月当选河北省人大常委会副主任，2021年7月落马）关系严重不合。宋太平上任时，郑雪碧率领张家口市一众官员冒着风雪在高速路口迎接，但两人关系迅速降温，甚至勾心斗角，相互算计。